# Großgörschen
Großgörschen är en ortsteil i staden Lützen i Burgenlandkreis i förbundslandet Sachsen-Anhalt i Tyskland. Großgörschen var en kommun fram till den 1 januari 2010 när den uppgick i Lützen. Großgörschen hade 813 invånare 2009.